# Острые предметы
«О́стрые предме́ты» (англ. Sharp Objects) — американский телевизионный мини-сериал в жанре психологического триллера, основанный на одноимённом дебютном романе Гиллиан Флинн 2006 года. Его премьера состоялась 8 июля 2018 года на телеканале HBO. Создателем сериала является Марти Ноксон, а режиссером всех серий выступил Жан-Марк Валле. Главную роль исполнила Эми Адамс, в остальных ролях снялись Патриша Кларксон, Крис Мессина, Элайза Сканлен, Мэтт Крэйвен, Генри Черни, Тейлор Джон Смит, Мэдисон Дэвенпорт, Мигель Сандовал, Уилл Чейз, София Лиллис, Лулу Уилсон и Элизабет Перкинс. Сериал рассказывает о Камилле Прикер, эмоционально нестабильной журналистке, которая возвращается в свой родной город, чтобы написать об убийствах двух молодых девушек.
Сериал удостоился положительных отзывов критиков, которые хвалили визуальные образы, мрачную атмосферу, режиссуру и актёрскую игру, в частности, мастерство Адамс, Кларксон и Сканлен. Кларксон получила премию «Золотой глобус» в категории «Лучшая актриса второго плана в мини-сериале, телесериале или телефильме», а Адамс заработала номинацию на «Золотой глобус» в категории «Лучшая актриса в мини-сериале или телефильме». Телесериал также завоевал восемь номинаций на премию «Эмми», включая «Лучший мини-сериал» и актёрские номинации для Адамс и Кларксон. Это последняя режиссёрская работа Валле перед его смертью в 2021 году.

## Сюжет
Журналистка Камилла Прикер возвращается в свой родной город в штате Миссури, чтобы написать статью о недавней пропаже девушки. Статья должна помочь Камилле выйти из творческого кризиса и перезапустить её карьеру журналистки. Но возвращение в родной городок вскрывает болезненное прошлое Камиллы и её тяжёлые отношения с матерью, которые в своё время привели к серьёзным психическим проблемам. Пока в городе усиливается страх и нарастает всеобщее напряжение, Камилла пытается найти убийцу и не провалиться окончательно в пучину собственных проблем и переживаний.

## В ролях

### Основной состав
- Эми Адамс — Камилла Прикер, репортер-алкоголик, недавно выписанная из психиатрической больницы.
- Патриша Кларксон — Адора Креллин, властная мать Камиллы и Эммы.
- Крис Мессина — детектив Ричард Уиллис, детектив из Канзас-Сити, который прибывает в Уинд Гэп, чтобы помочь с расследованием убийства.
- Элайза Сканлен — Эмма, единоутробная сестра Камиллы, дочь Адоры и Алана.
- Мэтт Крэйвен — Билл Викери, начальник полиции Винд Гэпа.
- Генри Черни — Алан Креллин, отец Эммы. Муж Адоры и отчим Камиллы.
- Тейлор Джон Смит — Джон Кин, брат Натали Кин, второй жертвы убийства в Винд Гэпе.
- Мэдисон Дэвенпорт — Эшли Уилер, подруга Джона Кина.
- Мигель Сандовал[англ.] — Фрэнк Карри, редактор «Сент-Луис Хроникл», который отправляет Камиллу домой в Винд Гэп с заданием, которое заставляет её решать свои «проблемы».
- Уилл Чейз — Боб Нэш, отец Энн Нэш, первой жертвы убийства в Винд Гэпе.
- Джексон Хёрст — Кирк Лейси, учитель в средней школе Винд Гэпа.
- София Лиллис — молодая Камилла Прикер.
- Лулу Уилсон — Мэриан Прикер, единоутробная сестра Камиллы, которая умерла на ее глазах, когда они были детьми, первый ребенок Адоры и Алана, сестра Эммы.
- Элизабет Перкинс — Джеки О’Нилл, городская сплетница и давний друг семьи Креллинов.

### Второстепенный состав
- Дэвид Салливан[англ.] — Крис, владелец бара, куда часто ходит Камилла, и её старый друг.
- Вайолет Бринсон — Келси, подруга Эммы
- Эйприл Бринсон — Джодс, подруга Эммы
- Барбара Ив Харрис — Айлин, жена Фрэнка Карри и подруга Камиллы.
- Эмили Йенси — Гейла, домработница Адоры и Алана.
- Сидни Суини — Элис, соседка Камиллы по палате в психиатрической больнице.
- Бет Бродерик — Энни Би, одна из подруг Камиллы.
- Кэтрин Карлен — Дина.
- Лоретта Фокс — Мелисса.
- Аарон Холлидей — Деймон.
- Лондон Ванован — Аманда Нэш.
- Райан Джеймс Нельсон — Нолан.
- Дженнифер Аспен — Дженни Кин, мать Джона и Натали Кин.
- Рэнди Оглсби — пастор.
- Бетси Бейкер — Джослин Викери, жена Билла Викери.
- Коди Салливан — Натан.
- Эван Кастелло — Кирк Лейси в подростковом возрасте.
- Гуннар Келер — Бобби Нэш.
- Грейси Прюитт — Тиффани Нэш.
- Дейзи Гарсия — официантка в баре.
- Рейган Пастернак[англ.] — Кэти Лейси.
- Лоран Септембер — Энджи.
- Жан Вильпик — Гретхен.
- Эрика Кройц — Лиза.
- Гай Бойд[англ.] — Клайд.
- Сонни Шах — кассир в магазине.
- Кэган Барон — Энн Нэш.

## Эпизоды
| № | Название                | Режиссёр       | Автор сценария               | Дата премьеры   | Зрители U.S. (млн) |
| --- | ----------------------- | -------------- | ---------------------------- | --------------- | ------------------ |
| 1 | «Исчезновение» «Vanish» | Жан-Марк Валле | Марти Ноксон                 | 8 июля 2018     | 1,54               |
| Камилла Прикер, репортер из Сент-Луиса, страдает алкогольной зависимостью и наносит себе телесные увечья. Её терзают воспоминания о своем трудном детстве в маленьком городке Винд Гэп, штат Миссури. Редактор Фрэнк Карри отправляет её в Винд Гэп, где прошлым летом была убита 13-летняя девочка, Энн Нэш, а сейчас еще одна, 14-летняя Натали Кин, пропала без вести. Воспоминания Камиллы усиливаются, когда она возвращается домой и через пару дней поселяется в особняке со своей матерью, экстравагантной Адорой Креллин, отчимом Аланом и сводной сестрой Эммой. Она знакомится с детективом Ричардом Уиллисом во время поисковой операции, а затем общается с Бобом Нэшем по поводу обстоятельств исчезновения его дочери. Позже в тот же день в переулке за полицейским участком обнаруживают тело Натали Кин. Эмма и Камилла обсуждают свою среднюю сестру Мэриан, которая умерла, когда Камилла была подростком. Эмма по секрету признается, что ей не нравится, как с ней обращается мать, и поэтому ведет себя как ребенок, чтобы скрыть свой бунтарский дух. Во время принятия ванны выясняется, что Камилла вырезала слово «исчезнуть» у себя на руке, а также другие слова по всему телу. |                         |                |                              |                 |                    |
| 2 | «Грязь» «Dirt»          | Жан-Марк Валле | Гиллиан Флинн                | 15 июля 2018    | 1,10               |
| Ричард недоумевает, почему Энн была найдена в лесу на том месте, где была убита, но труп Натали выкинули в центре города, а её зубы вырвали плоскогубцами. Камилла видит, как Ричард берет пробы почвы с шин Боба Нэша. Адора, которая превратила комнату Мэриан в святилище, продолжает унижать Камиллу и обвиняет в том, что она своим расследованием поставила семью в неловкое положение. Камилла считает, что старший брат Натали, старшеклассник Джон, выделяется в Винд Гэп, а соседские дети утверждают, что Натали увела «Женщина в белом». Шеф полиции Билл Викери подразумевает, что не стоит принимать всерьез слова мальчика, который видел это. Камилла вспоминает, как они в детстве пугали друг друга историями о том, что «Женщина в белом» похитила детей, но Викери и Ричард настаивают на том, что Натали и Энн убил мужчина. Адора обвиняет Камиллу в том, что она была пьяной на похоронах Натали, и говорит, что Натали напоминала ей о Камилле в детстве, и что она пыталась помочь Натали. |                         |                |                              |                 |                    |
| 3 | «Исправление» «Fix»     | Жан-Марк Валле | Алекс Меткалф                | 22 июля 2018    | 1,03               |
| После вечеринки пьяная Эмма на гольф-карте въезжает в розовые кусты матери. Камилла вспоминает свое недавнее пребывание в психиатрической клинике, где она делила комнату с молодой женщиной по имени Элис. Они становятся друзьями, слушая музыку Элис, но Элис совершает самоубийство, выпивая средство для удаление засоров, и опустошенная Камилла режет себе запястья. В настоящее время Камилла берет интервью у Боба Нэша, который думает, что в преступлениях замешан Джон Кин. Викери звонит Адоре, которая приходит и отчитывает Камиллу, утешая Боба. Позже Джон Кин обвиняет Боба Нэша в причастности. Девушка Джона, Эшли Уилер, одна из немногих, кто хорошо относится к Камилле. После разговора с Викери Адора предупреждает Эмму, что Камилла представляет опасность. Ричард разочарован отсутствием поддержки со стороны сообщества Винд Гэп и позицией Викери, полагающего, что убийца не из этого города. Ричард советует Камилле держаться подальше от Викери. Выясняется, что Адора также знала Энн и опекала её. |                         |                |                              |                 |                    |
| 4 | «Похоть» «Ripe»         | Жан-Марк Валле | Винс Каландра                | 29 июля 2018    | 0,93               |
| Камилла посещает обед с Джеки и другими её друзьями, где они обсуждают Боба Нэша и Джона Кина. Вскоре после этого она показывает Ричарду в лесу места преступлений, а затем отводит его в охотничий сарай, где старшеклассники занимаются сексом с чирлидершами. Во флэшбэке показано, что как группа мальчиков преследуют Камиллу перед тем, как изнасиловать её. В настоящем времени Ричард сексуально удовлетворяет Камиллу, после чего они целуются. Джона Кина увольняют с работы на свиноферме Адоры. По мере приближения Дня Калхуна Эмма репетирует пьесу и наедине флиртует со своим учителем. Алан конфликтует с Адорой. Адора признается Камилле в своём разочаровании тем, что Камилла в подростковом возрасте пошла против своей матери и сообщает дочери, что от неё пахнет «похотью». В тот же вечер Камилла узнает от Джона Кина, что Эмма была близкой подругой Энн и Натали. У Камиллы появляется тревожное предчувствие, что мёртвая Эмма находится в охотничьем сарае. |                         |                |                              |                 |                    |
| 5 | «Сближение» «Closer»    | Жан-Марк Валле | Скотт Браун                  | 5 августа 2018  | 1,17               |
| Рабочие начинают украшать двор дома Адоры для празднования Дня Калхуна, а Эмма читает статью Камиллы об убийствах. Разозленная Эмма крадет одежду Камиллы из примерочной в магазине, и Камилла вынуждена показать свои шрамы Эмме и своей матери, которой больно, что она сделала это назло. Вскоре Эмма, заглаживая вину, дарит Камилле платье и приносит извинения. Во время Дня Калхуна Ричард замечает, что Боб Нэш сильно выпивает, а Эшли упрекает Камиллу за то, что она не включила её слова в статью. Адора замечает, что Камилла разговаривает с Ричардом, и приглашает его на частную экскурсию по дому, где говорит ему, что Камилла опасна. Во время исполнения пьесы между Бобом и Джоном возникает ссора, и испуганная Эмма убегает. Гости отправляются на поиски Эммы, Камилла находит ее раненую в сарае в лесу и приводит домой. Позже вечером Адора объясняет Камилле, почему она никогда не любила её. Расстроенная Камилла приезжает в мотель Ричарда и занимается с ним сексом. |                         |                |                              |                 |                    |
| 6 | «Вишенка» «Cherry»      | Жан-Марк Валле | Дон Камоче и Ариэлла Блехер  | 12 августа 2018 | 1,13               |
| Алан обвиняет Камиллу в болезни матери и упрекает за постоянное упоминание умерших девочках, после угрожает выгнать её из дома. Во флешбэках показывается, что когда Камилла была чирлидершей в старших классах и у неё свело ногу, её подруги делали гадкие замечания по поводу месячных. Бекка, единственная чернокожая девушка, помогает ей и замечает слово «вишня», вырезанное на бедре. В настоящем времени время Камилла собирается со своими старыми подругами на бранче и общается только с Беккой. Ричард изучает прошлое Камиллы и посещает психиатрическую больницу. Вечером Камилла покупает водку и сталкивается с Эммой и её друзьями, которые приглашают её потусоваться. На вечеринке появляются Джон и Эшли, но вскоре Эмма и её подруги начинают пьяные нападки на них, вынуждая парочку уйти. Эмма убеждает Камиллу принять оксиконтин и экстази, и они вдвоем катаются на роликах по Винд Гэпу. После возвращения домой Эмма умоляет Камиллу забрать её в Сент-Луис. Эмма и Камилла вырубаются в спальне Камиллы, в то время как Адора смотрит на это с грустью. |                         |                |                              |                 |                    |
| 7 | «Падение» «Falling»     | Жан-Марк Валле | Гиллиан Флинн и Скотт Браун  | 19 августа 2018 | 1,25               |
| Камилла просыпается в своей постели, а Адора ухаживает за ней. Тем временем Ричард продолжает расследование по поводу смерти Мариан Креллин и обнаруживает, что на самом деле она была отравлена Адорой, которая, скорее всего, страдает делегированным синдромом Мюнхгаузена. Под видом лекарства от похмелья Адора также дает яд Эмме. Камилла обнаруживает Джона Кина в мексиканском баре, где они разговаривают, после чего отправляются в номер мотеля и занимаются сексом. Вскоре после этого приезжает полиция и арестовывает Джона. Ричард ругает Камиллу, застав её в постели с Джоном, и рвёт с ней отношения. Камилла узнает о состоянии своей матери от Джеки, а также о том, что тело Мэриан во избежание подозрений было кремировано. Камилла делится информацией с Карри и отказывается вернуться в Сент-Луис, намереваясь вместо этого встретиться с матерью. |                         |                |                              |                 |                    |
| 8 | «Молоко» «Milk»         | Жан-Марк Валле | Марти Ноксон и Гиллиан Флинн | 26 августа 2018 | 1,76               |
| Камилла возвращается домой и видит, что её семья ужинает. Она притворяется больной, чтобы отвлечь внимание Адоры от Эммы. Адора дает Камилле яд, практически доведя её до смерти. Ричард стучится в дверь и просит позвать Камиллу, но Алан утверждает, что она ушла с подружками. Позже Ричард приезжает с Карри и шефом Викери и арестовывают Адору за отравление дочерей. Ричард находит окровавленные плоскогубцы, использованные для вырывания зубов. В больнице Ричард рассказывает Камилле, что мать отравила её крысиным ядом, а у Эмма за эти годы выработалась к нему толерантность. Эмма переезжает с Камиллой в Сент-Луис и заводит дружбу с соседкой по имени Мэй, которая потом пропадает. Камилла находит зуб в кукольном домике Эммы и понимает, что пол в одной комнате полностью сделан из зубов. Эмма видит, что Камилла смотрит на зуб и лукаво просит: «Не говори маме». В сцене посередине финальных титров Эмма и её подруги убивают Энн, затем Натали, а потом она убивает Мэй в одиночку. В сцене после титров выясняется, что Эмма и была «Женщиной в белом». |                         |                |                              |                 |                    |

## Производство
Проект был объявлен в июле 2014 года; сериал получил прямой заказ от HBO 1 апреля 2016 года.

## Награды и номинации
- 2018 — в рейтинге лучших сериалов года, опубликованном редакцией сайта КиноПоиск[13].
- 2019 — премия «Золотой глобус» за лучшую женскую роль второго плана в сериале, мини-сериале или телефильме (Патриша Кларксон), а также две номинации: лучший мини-сериал или телефильм, лучшая женская роль в мини-сериале или телефильме (Эми Адамс).
- 2019 — премия «Спутник» за лучшую женскую роль в мини-сериале или телефильме (Эми Адамс), а также номинация за лучший мини-сериал или телефильм.
- 2019 — две номинации на премию Гильдии киноактёров США: лучшая женская роль в мини-сериале или телефильме (Эми Адамс), лучшая женская роль второго плана в мини-сериале или телефильме (Патриша Кларксон)
- 2019 — 8 номинаций на премию «Эмми»: лучший мини-сериал, лучшая женская роль в мини-сериале или телефильме (Эми Адамс), лучшая женская роль второго плана в мини-сериале или телефильме (Патриша Кларксон), лучший кастинг в мини-сериале или телефильме (Дэвид Рубин), лучшие современные костюмы, лучший монтаж съёмок одной камерой в мини-сериале или телефильме, лучший грим в мини-сериале или телефильме, лучшие причёски в мини-сериале или телефильме.
- 2019 — номинация на премию Гильдии режиссёров США за лучшую режиссуру мини-сериала или телефильма (Жан-Марк Валле).
- 2019 — номинация на премию Гильдии сценаристов США за лучший адаптированный сценарий — длинная форма.